# Treux
Treux est une commune française située dans le département de la Somme en région Hauts-de-France.

## Géographie

### Localisation
Village picard de la vallée de l'Ancre, situé dans les marais de la rive droite de cet affluent de la Somme, à 6 km au sud-ouest d'Albert.

#### Communes limitrophes
|                  | Buire-sur-l'Ancre | Ville-sur-Ancre |
| Méricourt-l'Abbé | Treux             | Morlancourt     |
|                  | Sailly-le-Sec     | Hamelet         |

### Nature du sol et du sous-sol
Le sol de la commune est en grande partie argilo-calcaire dans la vallée et calcaire sur les hauteurs. Le long de l'Ancre, le sol est marécageux.

### Relief, paysage, végétation
Le relief de la commune est celui d'une vallée avec un terrain accidenté vers le bois.

### Hydrographie

#### Réseau hydrographique
La commune est située dans le bassin Artois-Picardie. Elle est drainée par l'Ancre et la rivière l'Ancre,.
L'Ancre, d'une longueur de 37 km, prend sa source dans la commune de Miraumont et se jette  dans la Somme canalisée à Aubigny, après avoir traversé 21 communes.

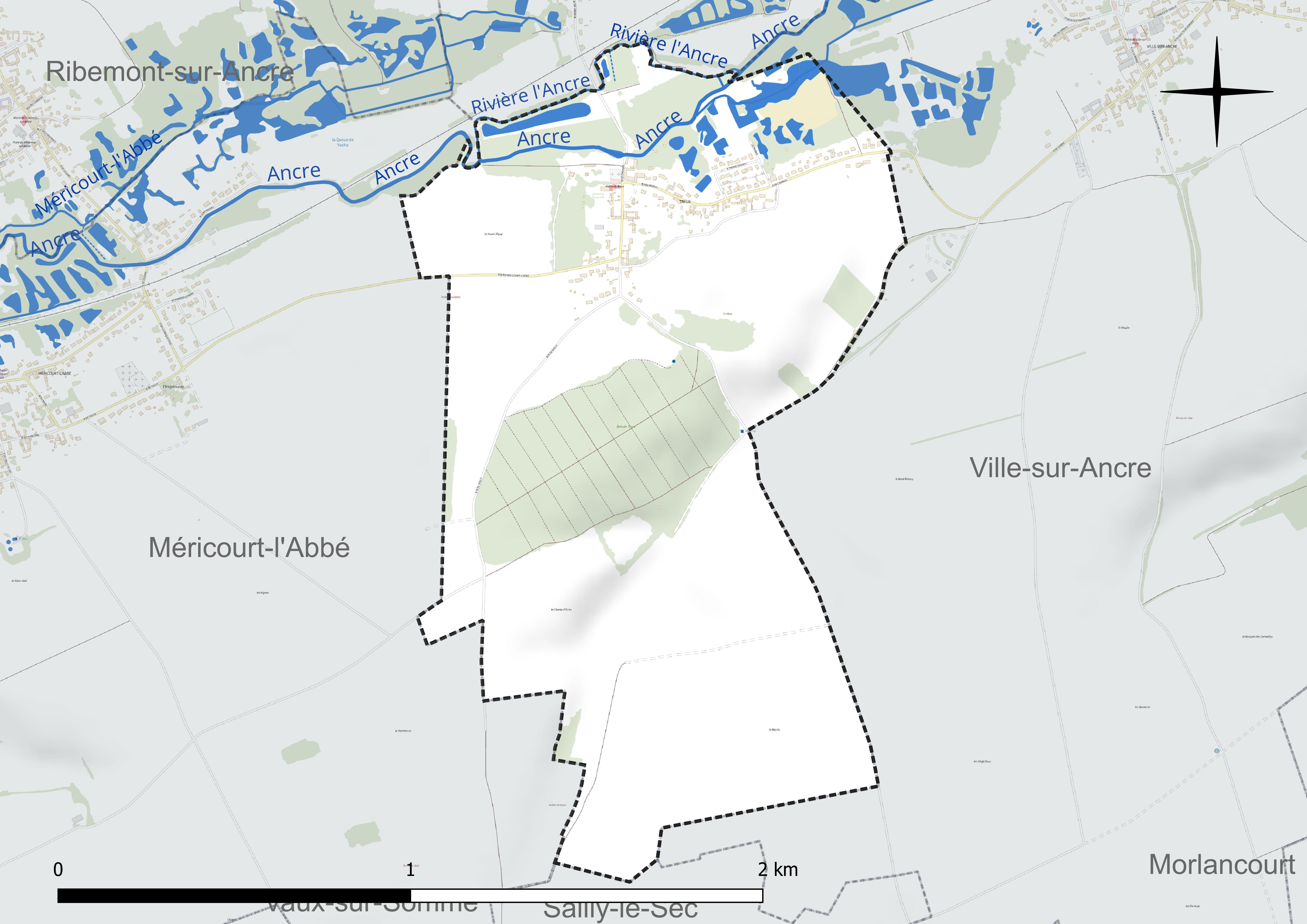
Réseau hydrographique de Treux.

#### Gestion et qualité des eaux
Le territoire communal est couvert par le schéma d'aménagement et de gestion des eaux (SAGE) « Somme aval et Cours d'eau côtiers ». Ce document de planification concerne un territoire de 1 835 km2 de superficie, délimité par le bassin versant de la Somme canalisée. Le périmètre a été arrêté le 29 avril 2010 et le SAGE proprement dit a été approuvé le 6 août 2019. La structure porteuse de l'élaboration et de la mise en œuvre est le syndicat mixte d'aménagement hydraulique du bassin versant de la Somme (AMEVA).
La qualité des cours d'eau peut être consultée sur un site dédié géré par les agences de l'eau et l'Agence française pour la biodiversité.

### Climat
Pour des articles plus généraux, voir Climat des Hauts-de-France et Climat de la Somme.
En 2010, le climat de la commune est de type climat océanique dégradé des plaines du Centre et du Nord, selon une étude du CNRS s'appuyant sur une série de données couvrant la période 1971-2000. En 2020, Météo-France publie une typologie des climats de la France métropolitaine dans laquelle la commune est exposée à un climat océanique et est dans la région climatique Nord-est du bassin Parisien, caractérisée par un ensoleillement médiocre, une pluviométrie moyenne régulièrement répartie au cours de l'année et un hiver froid (3 °C).
Pour la période 1971-2000, la température annuelle moyenne est de 10,5 °C, avec une amplitude thermique annuelle de 14,3 °C. Le cumul annuel moyen de précipitations est de 721 mm, avec 12,1 jours de précipitations en janvier et 8,5 jours en juillet. Pour la période 1991-2020, la température moyenne annuelle observée sur la station météorologique la plus proche, située sur la commune de Méaulte à 6 km à vol d'oiseau, est de 10,7 °C et le cumul annuel moyen de précipitations est de 730,3 mm,. Pour l'avenir, les paramètres climatiques de la commune estimés pour 2050 selon différents scénarios d'émission de gaz à effet de serre sont consultables sur un site dédié publié par Météo-France en novembre 2022.

## Urbanisme

### Typologie
Au 1er janvier 2024, Treux est catégorisée commune rurale à habitat dispersé, selon la nouvelle grille communale de densité à sept niveaux définie par l'Insee en 2022.
Elle est située hors unité urbaine. Par ailleurs la commune fait partie de l'aire d'attraction d'Amiens, dont elle est une commune de la couronne,. Cette aire, qui regroupe 369 communes, est catégorisée dans les aires de 200 000 à moins de 700 000 habitants,.

### Occupation des sols
L'occupation des sols de la commune, telle qu'elle ressort de la base de données européenne d'occupation biophysique des sols Corine Land Cover (CLC), est marquée par l'importance des territoires agricoles (82,5 % en 2018), une proportion identique à celle de 1990 (82,5 %). La répartition détaillée en 2018 est la suivante : 
terres arables (55,7 %), prairies (15,8 %), forêts (13,5 %), zones agricoles hétérogènes (11 %), zones humides intérieures (4 %). L'évolution de l'occupation des sols de la commune et de ses infrastructures peut être observée sur les différentes représentations cartographiques du territoire : la carte de Cassini (XVIIIe siècle), la carte d'état-major (1820-1866) et les cartes ou photos aériennes de l'IGN pour la période actuelle (1950 à aujourd'hui).

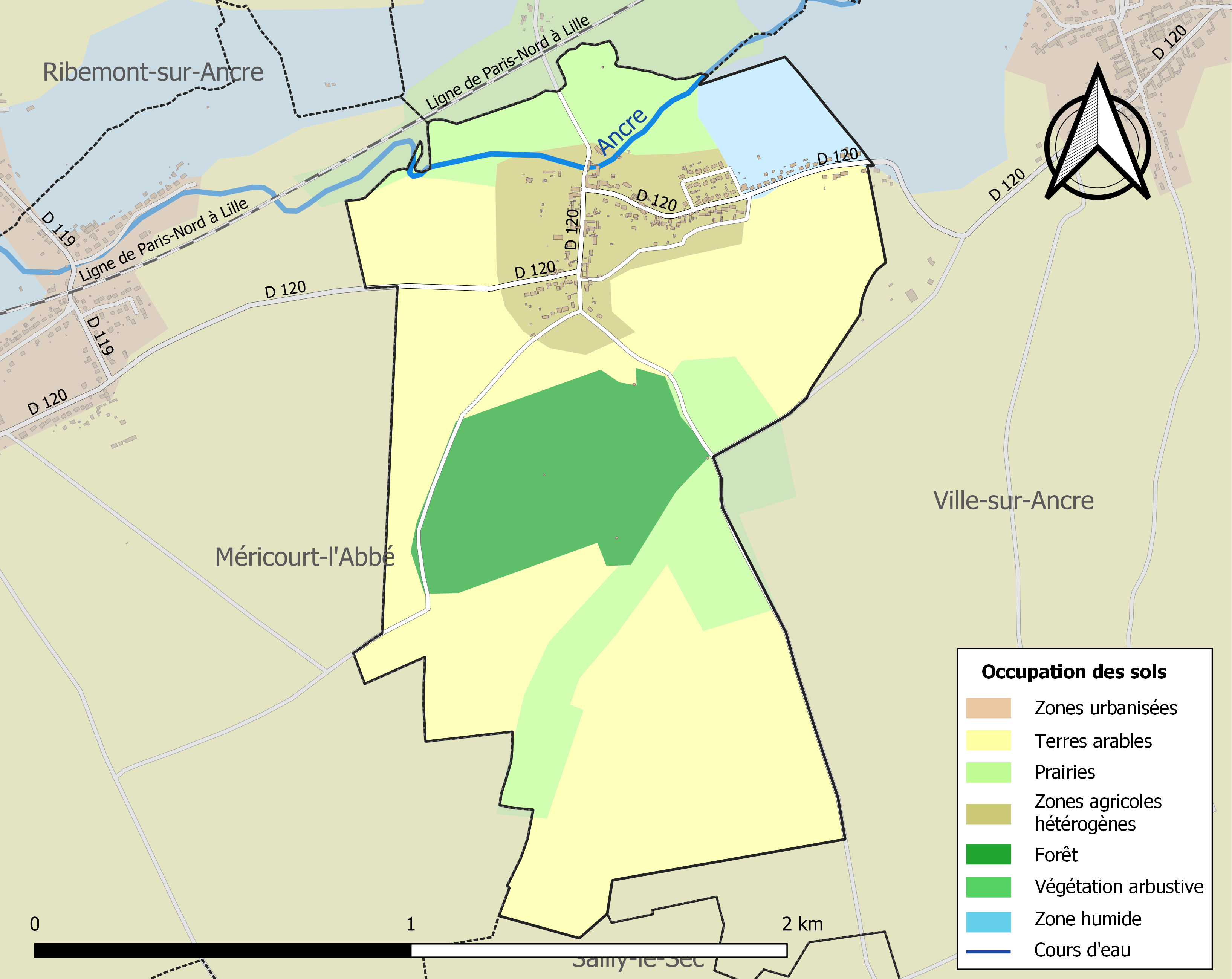
Carte des infrastructures et de l'occupation des sols de la commune en 2018 (CLC).

### Habitat
La commune présente un habitat groupé.

### Voies de communication et transports
La localité est desservie par les lignes d'autocars du réseau interurbain Trans'80 Hauts-de-France (ligne no 37).

## Toponymie
On trouve dans les textes anciens, pour désigner Treux, les formes : Treu (1187) ; Treues (1273-1331) ; Treux (1633) ; Treves (1761).

Treu désignait autrefois tribut, « droit de péage, redevance ».
 
En picard Treux signifie « trou ». Sa situation l'explique.

## Histoire

### Moyen Âge
Treux serait née du regroupement de plusieurs métairies. Elle ne formait qu'une seule et même paroisse avec Méricourt-l'Abbé.

### Époque moderne
La seigneurie de Treux appartint à la famille Berry d'Essertaux : elle est détenue en 1764 par Henry-Gabriel de Bérry, marquis d'Essertaux, seigneur d'Oresmaux, Jumelle, Treux, Villecourt, Villers-Saint-Paul. Il a épousé Anne Marie Claude De Berbier Du Metz.

### Époque contemporaine
Le village a été détruit pendant les combats de la Première Guerre mondiale.
Par arrêté préfectoral du 27 décembre 2016, la commune est détachée le 1er janvier 2017 de l'arrondissement de Péronne pour intégrer l'arrondissement d'Amiens.

## Politique et administration
| Période                                  | Période                      | Identité        | Étiquette | Qualité                        |
| ---------------------------------------- | ---------------------------- | --------------- | --------- | ------------------------------ |
| Les données manquantes sont à compléter. |                              |                 |           |                                |
|                                          |                              | Pierre Lépinoy  |           |                                |
|                                          |                              | Joël Bouton     |           |                                |
| Les données manquantes sont à compléter. |                              |                 |           |                                |
| mars 2001                                | avant décembre 2018          | Lucien Salmon,  |           | Démissionnaire                 |
| avant décembre 2018                      | En cours (au 8 octobre 2020) | Philippe Boivin |           | Réélu pour le mandat 2020-2026 |

## Population et société

### Démographie
L'évolution du nombre d'habitants est connue à travers les recensements de la population effectués dans la commune depuis 1793. Pour les communes de moins de 10 000 habitants, une enquête de recensement portant sur toute la population est réalisée tous les cinq ans, les populations de référence des années intermédiaires étant quant à elles estimées par interpolation ou extrapolation. Pour la commune, le premier recensement exhaustif entrant dans le cadre du nouveau dispositif a été réalisé en 2005.

En 2022, la commune comptait 219 habitants, en évolution de −12,05 % par rapport à 2016 (Somme : −1,26 %, France hors Mayotte : +2,11 %).
| 1793 | 1800 | 1806 | 1821 | 1831 | 1836 | 1841 | 1846 | 1851 |
| ---- | ---- | ---- | ---- | ---- | ---- | ---- | ---- | ---- |
| 150  | 148  | 152  | 195  | 196  | 204  | 220  | 240  | 220  |

| 1856 | 1861 | 1866 | 1872 | 1876 | 1881 | 1886 | 1891 | 1896 |
| ---- | ---- | ---- | ---- | ---- | ---- | ---- | ---- | ---- |
| 203  | 223  | 189  | 140  | 157  | 157  | 169  | 133  | 121  |

| 1901 | 1906 | 1911 | 1921 | 1926 | 1931 | 1936 | 1946 | 1954 |
| ---- | ---- | ---- | ---- | ---- | ---- | ---- | ---- | ---- |
| 118  | 115  | 121  | 87   | 112  | 109  | 119  | 110  | 119  |

| 1962 | 1968 | 1975 | 1982 | 1990 | 1999 | 2005 | 2006 | 2010 |
| ---- | ---- | ---- | ---- | ---- | ---- | ---- | ---- | ---- |
| 132  | 128  | 185  | 245  | 267  | 244  | 261  | 260  | 243  |

| 2015 | 2020 | 2022 | - | - | - | - | - | - |
| ---- | ---- | ---- | - | - | - | - | - | - |
| 249  | 224  | 219  | - | - | - | - | - | - |

### Enseignement
Les communes de Buire-sur-l'Ancre, Treux et Morlancourt se sont associées en regroupement pédagogique intercommunal. Le regroupement compte 70 élèves pour l'année scolaire 2020-2021, répartis sur les trois communes. Un espace numérique de travail est prévu en 2020.

## Économie

### Activités économiques et de services
L'activité économique de la commune de Treux reste l'agriculture.

## Culture locale et patrimoine

### Lieux et monuments
- Église Notre-Dame, fondée au XIIe siècle, reconstruite pendant l'entre-deux-guerres, après la destruction de la Première Guerre mondiale.
- Vallée de l'Ancre.

L'église Notre-Dame.
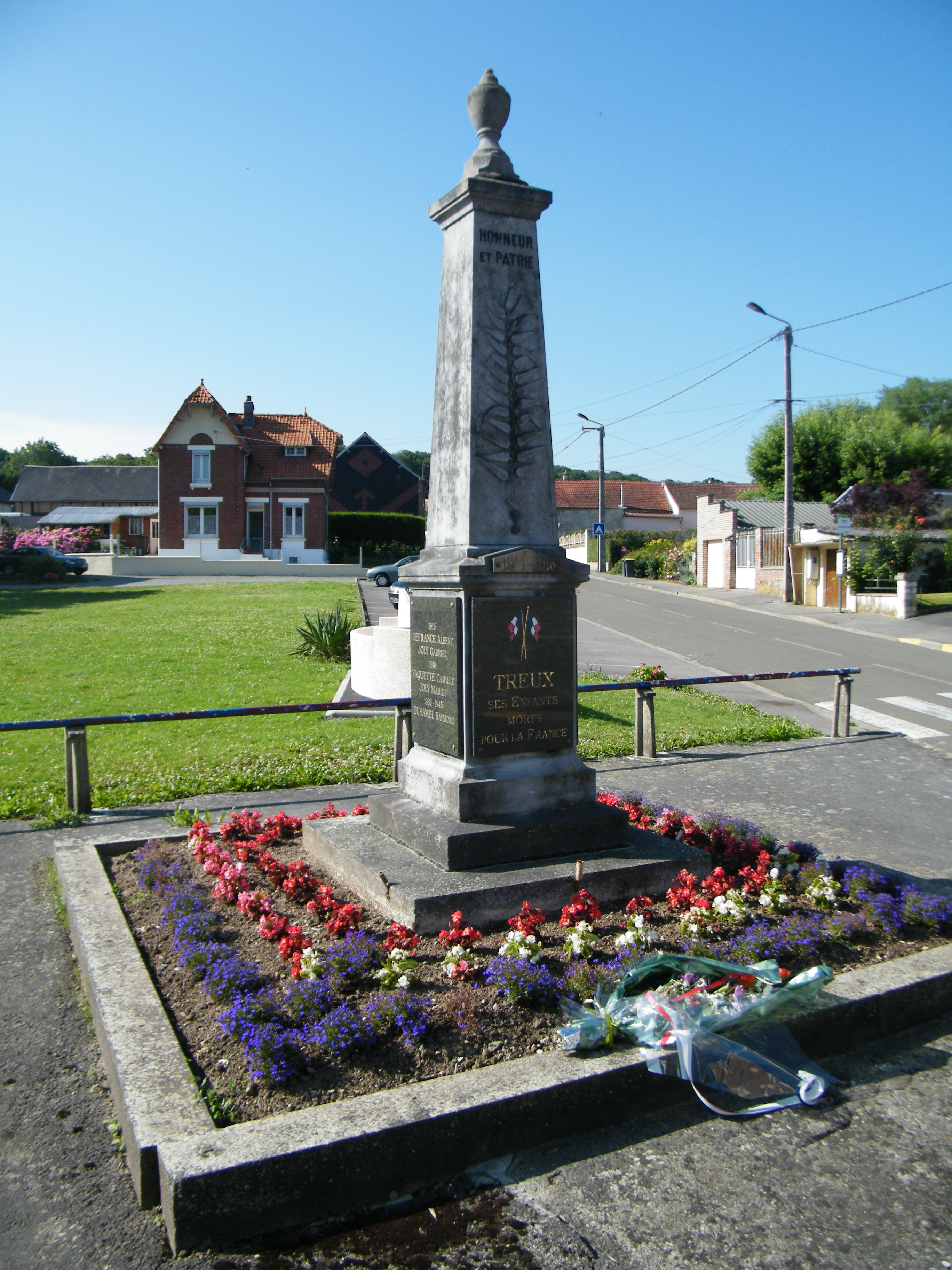
Le monument aux morts.
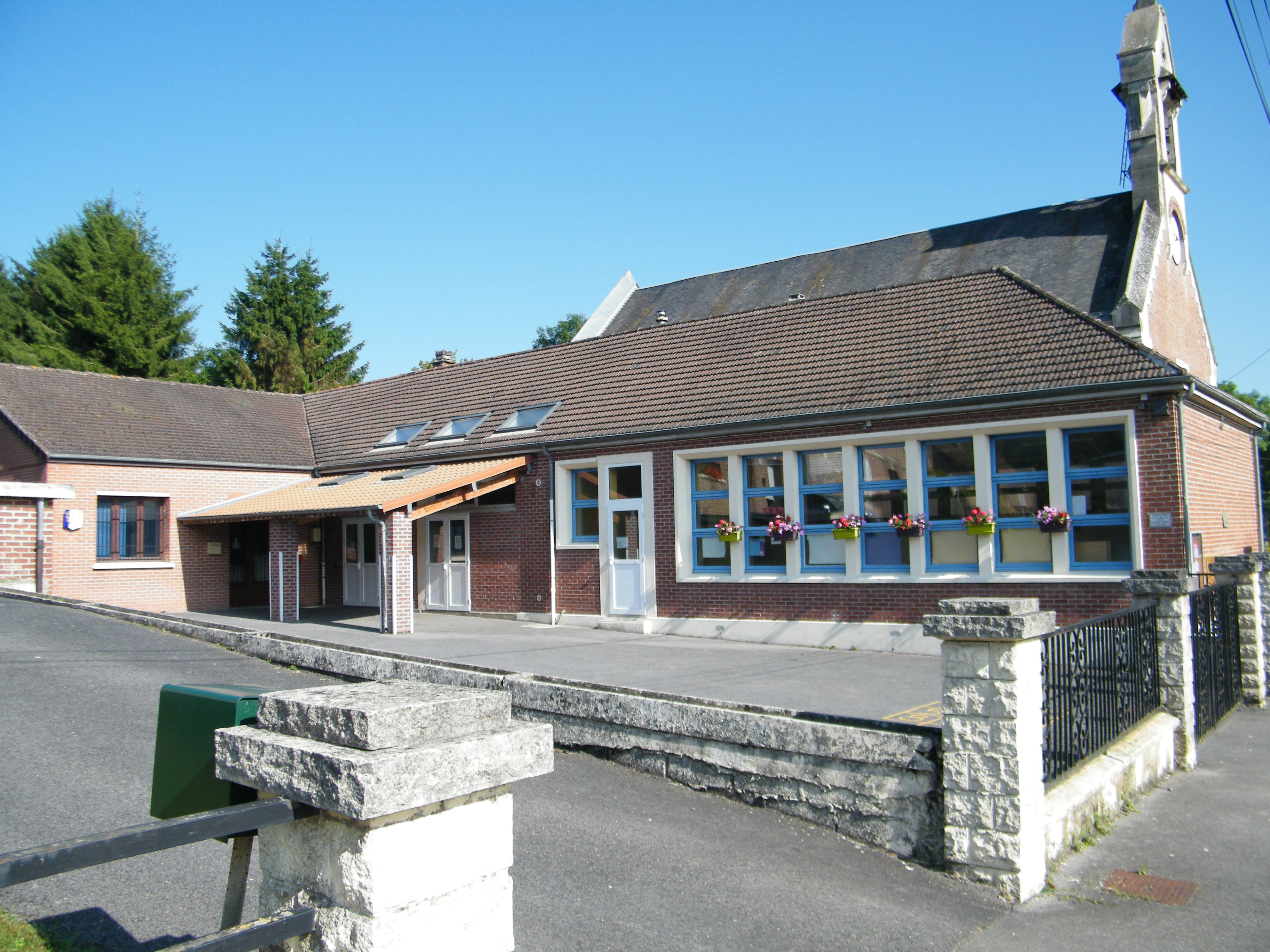
L'école.

## Biographie
- Abbé Paul Decagny, Histoire de l'arrondissement de Péronne et de plusieurs localités circonvoisines, Amiens, Société des Antiquaires de Picardie, 1865, réédition partielle Bray-sur-Somme et ses environs, Paris, Le Livre d'histoire-Lorisse, Res Universis, p. 139-140  (ISBN 2 - 87 760 - 446 - 2).